# Michelle de Kretser
Michelle de Kretser (* 1957 oder 1958 in Colombo) ist eine australische Romanautorin.

## Leben
Michelle de Kretser wurde in der Stadt Colombo in Sri Lanka geboren, emigrierte jedoch im Alter von 14 Jahren nach Australien und lebt heute in Melbourne. Sie studierte Literaturwissenschaft und Französisch in Melbourne und Paris, unterrichtete ein Jahr in Montpellier und arbeitete einige Jahre als Lektorin. Von 1989 bis 1992 war sie Herausgeberin der Australian Women's Book Review.
Ihr zweiter Roman ist unter dem Titel „Der Fall Hamilton“ auch auf Deutsch erschienen und hat etliche Preise erhalten: den Commonwealth Writers Prize 2004, den Tasmania Pacific Prize 2005, den britischen Encore Award 2004 und den LiBeraturpreis 2007. Ihr dritter Roman, „The Lost Dog“, war für den Man Booker Prize for Fiction 2008 nominiert; der vierte, „Questions of Travel“ (2012), erhielt 2013 u. a. den Miles Franklin Award, den sie 2018 für The Life to Come erneut bekam.

## Politische Einstellungen
Im Oktober 2024 gehörte de Kretser zu den Unterzeichnern eines Aufrufs zum Boykott israelischer Kulturinstitutionen, „die an der überwältigenden Unterdrückung der Palästinenser mitschuldig sind oder diese stillschweigend beobachtet haben“.

## Werke
- Brief Encounters: Stories of Love, Sex & Travel (1998)
- The Rose Grower (1999) (deutsch: Rosenzüchterin von Montsignac, Rütten und Loening 2001)
- The Hamilton Case (2003) (deutsch: Der Fall Hamilton, Klett-Cotta 2006)
- The Lost Dog (2007)
- Questions of Travel (2012)
- The Life to Come. Allan & Unwin, 2018
- Theory & Practice. Catapult, New York 2025, ISBN 978-1-64622-287-2.